# 16177 Pelzer
A 16177 Pelzer (ideiglenes jelöléssel 2000 AR127) a Naprendszer kisbolygóövében található aszteroida. A LINEAR projekt keretében fedezték fel 2000. január 5-én.